# Olivier Enjolras
Olivier Enjolras est un footballeur français né le 28 décembre 1971 à Clermont-Ferrand. Il évoluait au poste de gardien de but, principalement au Clermont Foot.

## Biographie
Après avoir réalisé la majeure partie de sa carrière dans le club de sa ville natale, il termine celle-ci dans le club bourbonnais d'Yzeure.
Entre son arrivée à Clermont en 1994 et son départ en 2007, il compte plus de 300 apparitions avec l'équipe première.
Olivier Enjolras s'illustre notamment lors de la victoire du Clermont Foot, qui évolue alors en CFA, équivalent de la quatrième division, contre le PSG, en 1/8 de finale de la Coupe de France, le 1er mars 1997. Le gardien repousse les tirs de Paul Le Guen et Vincent Guérin lors de la séance décisive de tirs au but remportée 4 à 3 par le club auvergnat.
En juin 2010, l'entraîneur du Clermont Foot, Michel Der Zakarian, lui propose le rôle de troisième gardien du club tout en étant entraîneur des gardiens pour les jeunes.

## Carrière
- 1990-1994 : SC Gannat - Division Honneur
- 1994-2007 : Clermont Foot  (123 matchs en Ligue 2, 111 matchs en National ...)
- 2007-2008 : AS Yzeure  (en CFA)
- 2010-2011 : Clermont Foot  (réserve)[2]

## Palmarès
- Champion de France de National en 2002 et 2007 avec Clermont
- Champion de France de CFA (Groupe C) en 1999 avec Clermont